# 曼彻斯特自由主义
曼彻斯特自由主义（Manchester Liberalism），又称曼彻斯特学派（Manchester School）、曼彻斯特资本主义（Manchester Capitalism）和曼彻斯特主义（Manchesterism），是起源于英国曼彻斯特的19世纪自由主义政治、经济和社会运动。

## 词源
1848年3月，保守党政治家本杰明·迪斯雷利首次使用“曼彻斯特学派”一词。根据历史学家拉尔夫·赖科（Ralph Raico）和德国自由主义者朱利叶斯·福歇（Julius Faucher）在1870年的说法，“曼彻斯特主义”一词是由费迪南德·拉萨尔发明的，具有贬义。

## 概况
在理查德·科布登（Richard Cobden）和约翰·布莱特（John Bright）的领导下，曼彻斯特自由主义赢得了广泛关注。该学派阐述了自由贸易和自由放任资本主义的社会和经济影响，认为自由贸易将导致一个更加公平的社会，让所有人都能获得基本产品。其最著名的活动是组建反谷物法联盟，呼吁废除使食品价格居高不下的谷物法。曼彻斯特学派借鉴了亚当·斯密、大卫·休谟和让-巴蒂斯特·萨伊等古典经济学家所倡导的经济自由主义，将其作为政府政策的基础，还力倡和平主义、废除奴隶制、新闻自由和政教分离。

## 背景
曼彻斯特是当时世界纺织制造业的中心，拥有大量工厂工人。工人受到谷物法的不利影响，因为谷物法是对进口小麦征收关税的保护主义政策，提高了食品价格，增加了工业成本。谷物法得到了拥有土地的贵族的支持，因为它们减少了外国竞争并允许地主保持高粮价。 随着人口的增长，这增加了农业的利润。然而，谷物法的实施意味着英格兰北部纺织厂的工厂工人面临着不断上涨的食品价格。反过来，工厂主必须支付更高的工资，这意味着成本更高，产品的出口竞争力降低。

## 反谷物法联盟
重商主义认为，一个国家的繁荣取决于大量的出口和有限的商品进口。19世纪初，英国的贸易仍受制于进口配额、价格上限和其他国家干预措施。这导致了英国市场上某些商品的短缺，特别是玉米（通常需要研磨的谷物，多是小麦）。
曼彻斯特从1839年起成为反谷物法联盟的总部。该联盟反对谷物法，称这将降低食品价格并提高国外制成品的竞争力。曼彻斯特自由主义源于该运动。这导致了现代英国作为全球化相互依存的一部分依赖进口食品。
除了倡导自由贸易，理查德·科布登和约翰·布莱特还是战争和帝国主义的激进反对者，以及各国人民之间和平关系的支持者。“小英格兰人”（Little Englander）运动认为纳税以维持加拿大等殖民地几乎没有什么好处，加拿大对曼彻斯特制造商的贸易贡献很小，也无法供应他们的主要棉花原料。 